# Elektriciteitscentrale Kosovo B
Elektriciteitscentrale Kosovo B is de grootste thermische centrale in Kosovo in Obiliq (Kastriot) tien kilometer ten noordwesten van Pristina.
Deze centrale bestaat uit twee blokken met een gezamenlijke schoorsteen van 183 meter:
| Blok    | Vermogen | Inbedrijfname |
| ------- | -------- | ------------- |
| Blok B1 | 340 MW   | 1983          |
| Blok B2 | 340 MW   | 1984          |

Eigenaar is het overheidsbedrijf Korp Elektroenergjetike e Kosoves (KEK). De brandstof is de bruinkool uit de nabijgelegen mijnen. Samen met elektriciteitscentrale Kosovo A voorziet deze centrale het hele land van elektriciteit, maar draagt ook bij aan de verslechtering van de luchtkwaliteit, vooral in de wintermaanden. Elektriciteitscentrale Kosovo C (Kosova e Re) is in aanbouw en moet deze centrales gaan vervangen.